# Warped Times
Warped Times je česká počítačová freeware hra z roku 2009. Žánrem se řadí mezi logické 2D plošinovky. Cílem hry je v každém levelu spojit úlomky magického kamene. Ty se však obvykle nacházejí každý v jiném světě, mezi kterými lze přepínat. Hra obsahuje i editor levelů. V roce 2010 vznikl druhý díl a 25. září 2014 vyšel závěrečný třetí díl.
V listopadu 2023 byl oznámen remake hry.

## Příběh
Hra se odehrává na vzdálené planetě, kde šílený doktor Statik zničil kámen života a rozdělil tak všechen čas a hmotu od sebe. Kromě něho přežil i jeden obyvatel, na kterém je posbírat kámen opět dohromady, porazit Statika a navrátit planetě život.